# Tercera Federación - Grupo XV 2023-24
La temporada 2023-24 del Grupo XV de la Tercera Federación de fútbol comenzó el 8 de septiembre de 2023 y finalizó el 12 de mayo de 2024. Posteriormente se disputó la promoción de ascenso entre el 19 de mayo y el 9 de junio en su fase territorial, y para finalizar en su fase nacional entre el 16 y 23 de mayo. Se trata de la tercera edición tras la restructuración de las categorías no profesionales por parte de la RFEF a causa de la pandemia global causada por el Coronavirus; y es la quinta categoría a nivel nacional.

## Sistema de competición
Participan dieciocho clubes encuadrados en un único grupo. Se enfrentan todos contra todos en dos ocasiones -una en campo propio y otra en campo contrario- durante un total de 34 jornadas. El orden de los encuentros se decide por sorteo antes de empezar la competición. La Federación de Fútbol de Navarra es la responsable de designar las fechas de los partidos y los árbitros de cada encuentro, reservando al equipo local la potestad de fijar el horario exacto de cada encuentro.
Una vez finalizada la competición, el primer clasificado asciende directamente a Segunda Federación y se proclama campeón de Tercera Federación.
Los clasificados entre el segundo y el quinto lugar disputan un Play Off territorial en formato de eliminatorias a doble partido ida y vuelta. En caso de empate el vencedor de la eliminatoria es el equipo mejor clasificado. El equipo vencedor de este Play Off se clasifica a la Promoción de ascenso a Segunda Federación que tiene carácter de final interterritorial.
Los tres últimos clasificados descienden directamente a Primera Autonómica de Navarra. Puede haber más descensos por arrastre provocados por descensos de superior categoría.

## Ascensos y descensos
| Pos. | Ascendidos a 2.ª Federación |
| ---- | --------------------------- |
| 1º   | C. D. Valle de Egüés        |

| Pos. | Descendidos de 2.ª Federación |
| ---- | ----------------------------- |
| 14º  | C. A. Cirbonero               |

| Pos.     | Acendidos de Primera Autonómica |
| -------- | ------------------------------- |
| 1º       | C. D. Lerinés                   |
| 2º       | Beti Kozkor K. E.               |
| Playoffº | F. C. Bidezarra                 |

| Pos. | Descendidos a Primera Autonómica |
| ---- | -------------------------------- |
| 16.º | C. D. Azkoyen                    |

## Equipos

### Listado de equipos
| Equipo                 | Localidad        | Estadio                           | Capacidad |
| ---------------------- | ---------------- | --------------------------------- | --------- |
| C. D. Alesves          | Villafranca      | El Palomar                        | 1.000     |
| C. D. Ardoi            | Zizur Mayor      | El Pinar                          | 1.500     |
| Atlético Cirbonero     | Cintruénigo      | San Juan                          | 1.000     |
| C. D. Avance Ezcabarte | Arre (Ezcabarte) | Igeldea                           | 1.000     |
| Beti Kozkor K. E.      | Lecumberri       | Complejo Plazaola                 | 1.500     |
| C. D. Beti Onak        | Villava          | Lorenzo Goikoa                    | 2.000     |
| F.C.Bidezarra          | Noáin            | Municipal El Soto                 | 2.000     |
| U. C. D. Burladés      | Burlada          | Ripagaina                         | 4.000     |
| U. D. C. Chantrea      | Pamplona         | Instalaciones Deportivas Chantrea | 2.500     |
| C. D. Cantolagua       | Sangüesa         | Municipal Cantolagua              | 1.000     |
| C. D. Cortes           | Cortes           | San Francisco Javier              | 1.500     |
| C. D. Huarte           | Huarte           | Areta                             | 1.500     |
| S. D. Lagunak          | Barañáin         | Municipal                         | 1.000     |
| C. D. Lerinés          | Lerín            | La Romaleta                       | 1.000     |
| C. D. Oberena          | Pamplona         | Oberena                           | 1.000     |
| C. D. Pamplona         | Pamplona         | Beitikuntzea                      | 1.000     |
| Peña Sport F. C.       | Tafalla          | San Francisco                     | 4.000     |
| C. D. Subiza           | Subiza           | Sotoburu                          | 1.000     |

| Alesves Ardoi At. Cirbonero A.Ezcabarte Beti Kozkor Beti Onak Bidezarra Burladés Cantolagua Chantrea Cortes Huarte Lagunak Lerinés Oberena Pamplona Peña Sport Subiza |

## Clasificación
| Pos. | Equipo                     | Pts. | PJ | G  | E  | P  | GF | GC | Dif. |                                                                              |
| ---- | -------------------------- | ---- | -- | -- | -- | -- | -- | -- | ---- | ---------------------------------------------------------------------------- |
| 1    | C. D. Subiza (A)           | 68   | 34 | 20 | 8  | 6  | 68 | 29 | +39  | Ascenso a Segunda Federación                                                 |
| 2    | C. D. Cortes (C)           | 63   | 34 | 17 | 12 | 5  | 40 | 23 | +17  | Play-Offs Ascenso a Promoción de Ascenso a Segunda Federación y Copa del Rey |
| 3    | C. D. Ardoi                | 62   | 34 | 18 | 8  | 8  | 49 | 23 | +26  | Play-Offs Ascenso a Segunda Federación                                       |
| 4    | Peña Sport F. C.           | 57   | 34 | 14 | 15 | 5  | 53 | 39 | +14  | Play-Offs Ascenso a Segunda Federación                                       |
| 5    | C. D. Huarte               | 54   | 34 | 16 | 6  | 12 | 51 | 47 | +4   | Play-Offs Ascenso a Segunda Federación                                       |
| 6    | C. D. Cantolagua           | 54   | 34 | 15 | 9  | 10 | 55 | 45 | +10  |                                                                              |
| 7    | C. D. Beti Onak            | 50   | 34 | 15 | 5  | 14 | 47 | 50 | −3   |                                                                              |
| 8    | Atlético Cirbonero         | 44   | 34 | 12 | 8  | 14 | 46 | 49 | −3   |                                                                              |
| 9    | U. D. C. Chantrea          | 42   | 34 | 11 | 9  | 14 | 34 | 36 | −2   |                                                                              |
| 10   | C. D. Pamplona             | 42   | 34 | 10 | 12 | 12 | 45 | 45 | 0    |                                                                              |
| 11   | Beti Kozkor K. E.          | 42   | 34 | 11 | 9  | 14 | 34 | 43 | −9   |                                                                              |
| 12   | F. C. Bidezarra            | 42   | 34 | 9  | 15 | 10 | 42 | 38 | +4   |                                                                              |
| 13   | U. C. D. Burladés          | 41   | 34 | 11 | 8  | 15 | 35 | 47 | −12  |                                                                              |
| 14   | C. D. Oberena (D)          | 40   | 34 | 11 | 7  | 16 | 43 | 49 | −6   | Descenso a Primera Autonómica                                                |
| 15   | C. D. Avance Ezcabarte (D) | 40   | 34 | 10 | 10 | 14 | 43 | 51 | −8   | Descenso a Primera Autonómica                                                |
| 16   | C. D. Lerinés (D)          | 34   | 34 | 9  | 7  | 18 | 34 | 59 | −25  | Descenso a Primera Autonómica                                                |
| 17   | S. D. Lagunak (D)          | 34   | 34 | 8  | 10 | 16 | 35 | 52 | −17  | Descenso a Primera Autonómica                                                |
| 18   | C. D. Alesves (D)          | 27   | 34 | 7  | 6  | 21 | 34 | 63 | −29  | Descenso a Primera Autonómica                                                |

Actualizado a los partidos jugados el 24 de mayo de 2024.
 Fuente: Resultados Fútbol

## Resultados
| Local \ Visitante      | ALE | ARD | ATC | AVA | BEK | BEO | BID | BUR | CAN | CHA | COR | HUA | LAG | LER | OBE | PAM | PEÑ | SUB |
| ---------------------- | --- | --- | --- | --- | --- | --- | --- | --- | --- | --- | --- | --- | --- | --- | --- | --- | --- | --- |
| C. D. Alesves          | —   | 2–2 | 1–4 | 2–2 | 0–0 | 3–0 | 0–6 | 1–1 | 1–2 | 1–0 | 0–1 | 2–3 | 0–1 | 1–3 | 1–0 | 0–0 | 3–1 | 1–3 |
| C. D. Ardoi            | 1–0 | —   | 6–0 | 3–0 | 0–3 | 0–1 | 2–0 | 1–0 | 1–1 | 0–1 | 1–1 | 1–0 | 3–0 | 4–0 | 0–1 | 3–1 | 0–0 | 0–3 |
| Atlético Cirbonero     | 4–1 | 1–2 | —   | 0–2 | 1–2 | 2–1 | 1–1 | 0–1 | 2–1 | 2–0 | 0–0 | 1–1 | 1–1 | 1–0 | 2–0 | 3–0 | 2–0 | 0–0 |
| C. D. Avance Ezcabarte | 1–3 | 1–1 | 2–1 | —   | 2–1 | 3–1 | 2–2 | 1–2 | 2–0 | 2–1 | 0–1 | 2–4 | 3–1 | 0–1 | 1–2 | 2–2 | 0–2 | 1–1 |
| Beti Kozkor K. E.      | 2–1 | 0–0 | 2–1 | 0–0 | —   | 1–2 | 1–0 | 2–1 | 0–1 | 1–2 | 0–1 | 2–0 | 3–2 | 2–0 | 0–1 | 1–2 | 0–2 | 0–2 |
| C. D. Beti Onak        | 3–1 | 1–0 | 3–2 | 1–0 | 1–2 | —   | 0–2 | 0–1 | 1–2 | 1–0 | 3–0 | 2–0 | 3–3 | 2–3 | 1–3 | 2–2 | 2–3 | 2–5 |
| F. C. Bidezarra        | 3–1 | 0–1 | 3–3 | 0–0 | 0–0 | 1–1 | —   | 0–2 | 1–1 | 0–2 | 2–2 | 0–1 | 2–1 | 1–1 | 1–0 | 0–0 | 1–2 | 2–0 |
| U. C. D. Burladés      | 3–2 | 0–1 | 1–4 | 2–2 | 2–1 | 0–4 | 1–2 | —   | 0–2 | 1–0 | 0–2 | 0–3 | 1–1 | 2–1 | 0–1 | 0–1 | 1–1 | 1–1 |
| C. D. Cantolagua       | 1–0 | 2–1 | 3–0 | 3–2 | 1–1 | 0–0 | 0–0 | 0–2 | —   | 1–1 | 1–2 | 1–4 | 0–2 | 4–1 | 5–1 | 3–1 | 4–4 | 2–1 |
| U. D. C. Chantrea      | 2–0 | 1–3 | 0–0 | 0–1 | 1–1 | 2–1 | 2–1 | 1–2 | 0–1 | —   | 1–1 | 0–1 | 1–1 | 2–0 | 3–2 | 1–1 | 0–2 | 0–0 |
| C. D. Cortes           | 0–0 | 1–1 | 2–1 | 0–1 | 3–0 | 4–0 | 1–1 | 2–0 | 3–1 | 2–0 | —   | 0–2 | 1–0 | 3–0 | 2–1 | 1–0 | 1–0 | 1–1 |
| C. D. Huarte           | 1–4 | 0–4 | 3–1 | 0–1 | 2–2 | 0–1 | 3–2 | 2–1 | 3–1 | 1–1 | 0–0 | —   | 4–1 | 2–1 | 1–2 | 1–1 | 0–2 | 1–0 |
| S. D. Lagunak          | 2–0 | 0–1 | 1–2 | 0–0 | 0–1 | 0–1 | 2–0 | 0–0 | 0–3 | 1–3 | 1–1 | 2–0 | —   | 1–0 | 1–0 | 1–1 | 0–2 | 1–6 |
| C. D. Lerinés          | 2–1 | 1–4 | 0–1 | 2–2 | 1–1 | 1–1 | 1–3 | 1–0 | 1–1 | 2–1 | 0–1 | 1–1 | 2–1 | —   | 0–3 | 1–2 | 4–4 | 0–2 |
| C. D. Oberena          | 0–1 | 0–1 | 3–1 | 3–0 | 0–0 | 1–2 | 0–0 | 1–0 | 1–4 | 1–1 | 4–0 | 1–2 | 2–4 | 1–2 | —   | 1–1 | 2–2 | 1–1 |
| C. D. Pamplona         | 2–0 | 0–1 | 2–0 | 3–2 | 4–2 | 1–2 | 1–1 | 2–3 | 1–0 | 1–2 | 0–0 | 5–1 | 1–1 | 0–1 | 4–3 | —   | 1–2 | 1–2 |
| Peña Sport F. C.       | 2–0 | 0–0 | 2–2 | 3–1 | 3–0 | 0–1 | 2–2 | 2–2 | 2–2 | 1–0 | 0–0 | 1–0 | 1–1 | 2–0 | 1–1 | 1–1 | —   | 1–1 |
| C. D. Subiza           | 5–0 | 1–0 | 2–0 | 3–1 | 4–1 | 2–0 | 1–2 | 2–2 | 3–1 | 0–2 | 1–0 | 1–4 | 3–1 | 2–0 | 4–0 | 1–0 | 4–0 | —   |

## Play Off de Ascenso a Segunda Federación
|  | Semifinales                                          | Semifinales                                          | Semifinales                                          | Semifinales                                          | Semifinales                                          |   |              | Final                                                | Final                                                | Final                                                | Final                                                | Final                                                |  |
|  | 19 de mayo de 2024 (ida) 26 de mayo de 2024 (vuelta) | 19 de mayo de 2024 (ida) 26 de mayo de 2024 (vuelta) | 19 de mayo de 2024 (ida) 26 de mayo de 2024 (vuelta) | 19 de mayo de 2024 (ida) 26 de mayo de 2024 (vuelta) | 19 de mayo de 2024 (ida) 26 de mayo de 2024 (vuelta) |   |              | 2 de junio de 2024 (ida) 9 de junio de 2024 (vuelta) | 2 de junio de 2024 (ida) 9 de junio de 2024 (vuelta) | 2 de junio de 2024 (ida) 9 de junio de 2024 (vuelta) | 2 de junio de 2024 (ida) 9 de junio de 2024 (vuelta) | 2 de junio de 2024 (ida) 9 de junio de 2024 (vuelta) |  |
|  |                                                      |                                                      |                                                      |                                                      |                                                      |   |              |                                                      |                                                      |                                                      |                                                      |                                                      |  |
|  |                                                      |                                                      |                                                      |                                                      |                                                      |   |              |                                                      |                                                      |                                                      |                                                      |                                                      |  |
|  | 5º                                                   | C. D. Huarte                                         | 1                                                    | 1                                                    | 2                                                    |   |              |                                                      |                                                      |                                                      |                                                      |                                                      |  |
|  | 5º                                                   | C. D. Huarte                                         | 1                                                    | 1                                                    | 2                                                    |   |              |                                                      |                                                      |                                                      |                                                      |                                                      |  |
|  | 2º                                                   | C. D. Cortes                                         | 0                                                    | 1                                                    | 1                                                    |   |              |                                                      |                                                      |                                                      |                                                      |                                                      |  |
|  | 2º                                                   | C. D. Cortes                                         | 0                                                    | 1                                                    | 1                                                    |   | C. D. Huarte | C. D. Huarte                                         | 1                                                    | 3                                                    | 4                                                    |                                                      |  |
|  |                                                      |                                                      |                                                      |                                                      |                                                      |   | C. D. Huarte | C. D. Huarte                                         | 1                                                    | 3                                                    | 4                                                    |                                                      |  |
|  |                                                      |                                                      | C. D. Ardoi                                          | C. D. Ardoi                                          | 1                                                    | 4 | 5            |                                                      |                                                      |                                                      |                                                      |                                                      |  |
|  | 4º                                                   | Peña Sport F. C.                                     | C. D. Ardoi                                          | C. D. Ardoi                                          | 1                                                    | 4 | 5            | 0                                                    | 1                                                    | 1                                                    |                                                      |                                                      |  |
|  | 4º                                                   | Peña Sport F. C.                                     |                                                      |                                                      |                                                      |   |              | 0                                                    | 1                                                    | 1                                                    |                                                      |                                                      |  |
|  | 3º                                                   | C. D. Ardoi                                          | 1                                                    | 1                                                    | 2                                                    |   |              |                                                      |                                                      |                                                      |                                                      |                                                      |  |
|  | 3º                                                   | C. D. Ardoi                                          | 1                                                    | 1                                                    | 2                                                    |   |              |                                                      |                                                      |                                                      |                                                      |                                                      |  |
|  |                                                      |                                                      |                                                      |                                                      |                                                      |   |              |                                                      |                                                      |                                                      |                                                      |                                                      |  |

## Clasificado a la Copa del Rey
| Bandera de Navarra |
| C. D. Cortes       |
| 2.º Puesto         |

Nota: Hay posibilidad de que el subcampeón se clasifique a la Copa del Rey si no es un equipo filial.